# Amblyopsis
Amblyopsis is een geslacht van straalvinnige vissen uit de familie van de blinde baarszalmen (Amblyopsidae).

## Soorten
- Amblyopsis rosae (Eigenmann, 1898)
- Amblyopsis spelaea DeKay, 1842 – Blinde baarszalm